# Hydrellia elegans
Hydrellia elegans är en tvåvingeart som beskrevs av Dahl 1973. Hydrellia elegans ingår i släktet Hydrellia och familjen vattenflugor.
Artens utbredningsområde är Afghanistan. Inga underarter finns listade i Catalogue of Life.